# 韦尔-托尔西站
韦尔-托尔西站，简称韦尔站，是法国的一个铁路车站，位于法国城市马恩河畔韦尔境内，靠近"托尔西"。该站属于法兰西岛第五收费区（Zone 5），仅停靠法兰西岛大区列车。

## 位置
韦尔-托尔西站位于马恩河畔韦尔市区的南部，巴黎－斯特拉斯堡铁路22.483公里处。车站大致呈东西走向，主站房位于铁路线南侧。站内设有木质人行天桥，可连接车站南北两侧以及各个站台。
韦尔-托尔西站是法国高速铁路东线（LGV Est Européenne）的实际起点，后者在韦尔-托尔西站东侧和巴黎－斯特拉斯堡普速铁路分岔，该处距离巴黎东站有22.6公里。因此，从巴黎东站出发的TGV或ICE，需借用巴黎－斯特拉斯堡普速铁路行驶至韦尔-托尔西站后，再通过车站东侧的一处高架桥向北驶向法国高速铁路东线。

## 历史
巴黎－斯特拉斯堡铁路最初并未设置韦尔-托尔西站，在谢勒-古尔奈站的下行方向的下一个车站即为拉尼-托里尼站。马恩河畔韦尔市政府曾要求在此增加一座车站以方便出行，但由于彼时马恩河畔韦尔仅为一个300人口的小村落，因此当时管理巴黎－斯特拉斯堡铁路的东部铁路公司并未采纳这一方案。19世纪末，横跨马恩河的大桥建成，位于马恩河左岸的托尔西的居民可以自由来往马恩河畔韦尔，这时东部铁路公司才批准修建一个乘降所，并命名为"韦尔-托尔西"。
二战后，巴黎－斯特拉斯堡铁路完成了电气化改造；并随着这一地区人口的迅速增加，韦尔-托尔西站也从乘降所升级为铁路车站，并新增了人行天桥等设施。

## 站台设置
| 北↑ |      |        |                      |
| A道 |      |        | （莫城方向→）        |
|     | 岛式 |        |                      |
| B道 |      |        | （莫城方向→）        |
|     |      | 通过线 | →                    |
|     |      | 通过线 | ←                    |
| C道 |      |        | （←巴黎方向）        |
|     | 岛式 |        |                      |
| D道 |      |        | （←巴黎方向） 主站房 |
| 南↓ |      |        |                      |

## 停靠线路
以下列车线路在韦尔-托尔西站停靠：
| 韦尔-托尔西站列车线路表（区域线路） |             |           |             |      |
| 起点                                | 上一站      | 线路      | 下一站      | 终点 |
| 巴黎东                              | 谢勒-古尔奈 | [T] · [P] | 拉尼-托里尼 | 莫城 |

## 配套交通

### 长途客车
| 停靠韦尔-托尔西站的大巴车 |                        |                                                                      |
| 上下车地点                | 运营单位               | 主要线路及目的地                                                     |
| 韦尔-托尔西站 （北侧）    | Seine-et-Marne Express | - 19：托尔西、谢勒、戴高乐机场 T1                                    |
| 韦尔-托尔西站 （北侧）    | SNCF Car TER           | （当郊区铁路施工或罢工时，SNCF可能会提供途径该线路沿途站点的大巴车） |
| 1. 2.                     |                        |                                                                      |

### 市内交通
| 韦尔-托尔西站附近的市内公共交通线路      |                        | |
| 公交车站名称                             | 位置                   | 停靠线路及路线 |
| Gare de Vaires - Torcy 韦尔-托尔西火车站 | 韦尔-托尔西站 （南侧） | - Apolo7 - C：谢勒-城铁谢勒-古尔奈站 ↔ 马恩河畔韦尔-保罗·阿尔吉 - F：马恩河畔韦尔-韦尔-托尔西火车站 ↔ 谢勒-城铁谢勒-古尔奈站 - - 211：谢勒-地天商业中心 ↔ 托尔西-城铁托尔西站 - 421：马恩河畔韦尔-韦尔-托尔西火车站 ↔ 埃姆兰维尔/蓬托-孔博-城铁埃姆兰维尔站 - PEP'S - 25：谢勒-殉难者 ↔ 马恩河畔托里尼-城铁拉尼站 - - 141：巴黎-火车东站 ↔ 莫城-火车站 |
| Gare de Vaires - Torcy 韦尔-托尔西火车站 | 韦尔-托尔西站 （北侧） | - Apolo7 - C：谢勒-城铁谢勒-古尔奈站 ↔ 马恩河畔韦尔-保罗·阿尔吉 - D：马恩河畔韦尔-韦尔-托尔西火车站 ↔ 维勒沃代-普瓦图 |
| 1. 2. 3.                                 |                        | |

### 社会车辆
韦尔-托尔西站门口设有社会车辆停车场。

## 临近车站
| 韦尔-托尔西站（Gare de Vaires - Torcy） |                      |                       |
| 上行车站                                | 线路                 | 下行车站              |
| 谢勒-古尔奈站 4.2km ←                   | 巴黎－斯特拉斯堡铁路 | 拉尼-托里尼站 → 4.9km |
| - 本表仅显示运营中的线路及车站          |                      |                       |

## 未来
RER E计划向东延伸至莫城（Meaux）并停靠韦尔-托尔西站，但尚无具体方案。